# Dio-et-Valquières
Dio-et-Valquières – miejscowość i gmina we Francji, w regionie Oksytania, w departamencie Hérault.
Według danych na rok 1990 gminę zamieszkiwały 134 osoby, a gęstość zaludnienia wynosiła 7 osób/km² (wśród 1545 gmin Langwedocji-Roussillon Dio-et-Valquières plasuje się na 769. miejscu pod względem liczby ludności, natomiast pod względem powierzchni na miejscu 405.).

## Bibliografia

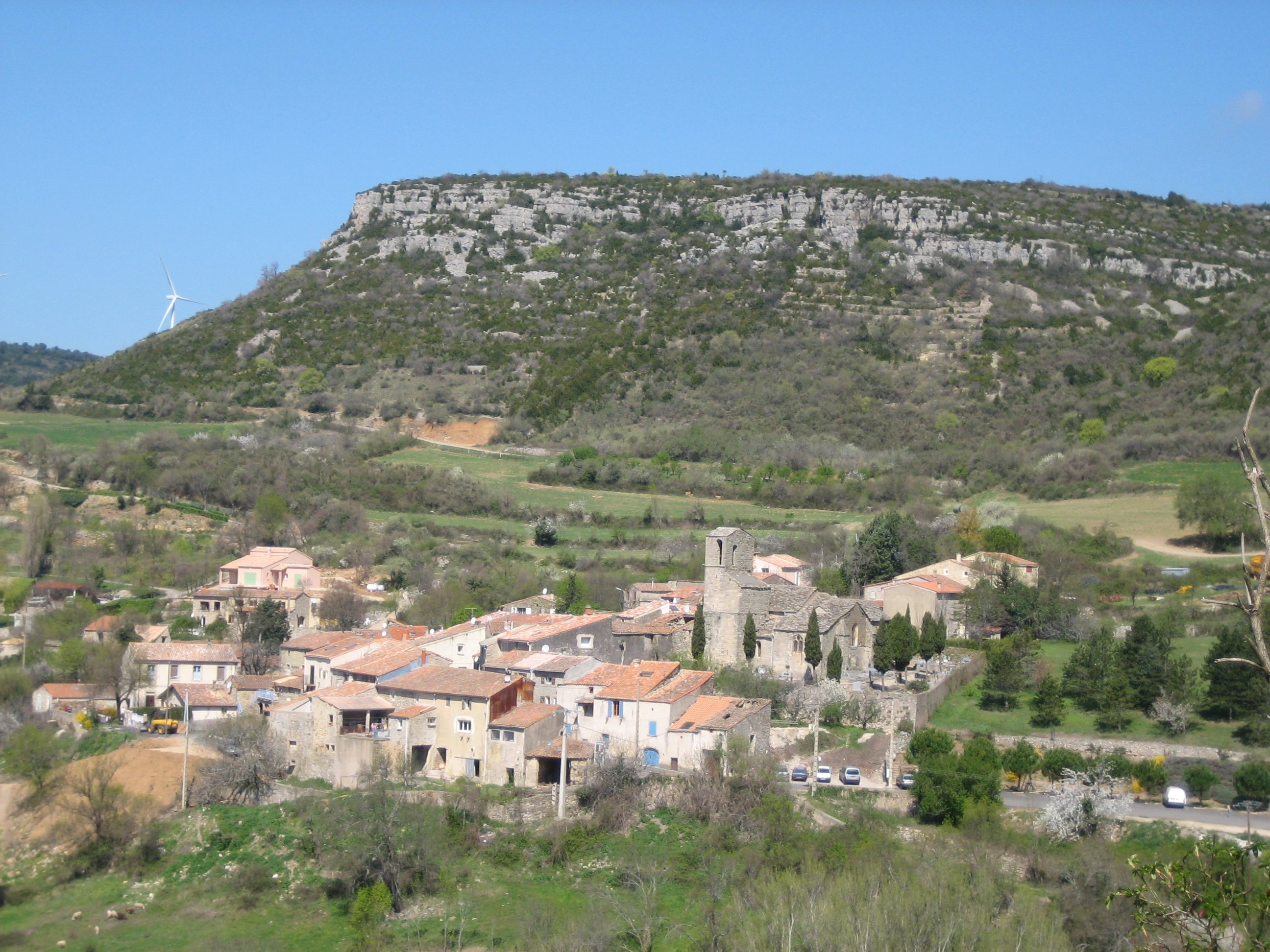
Widok na miejscowość

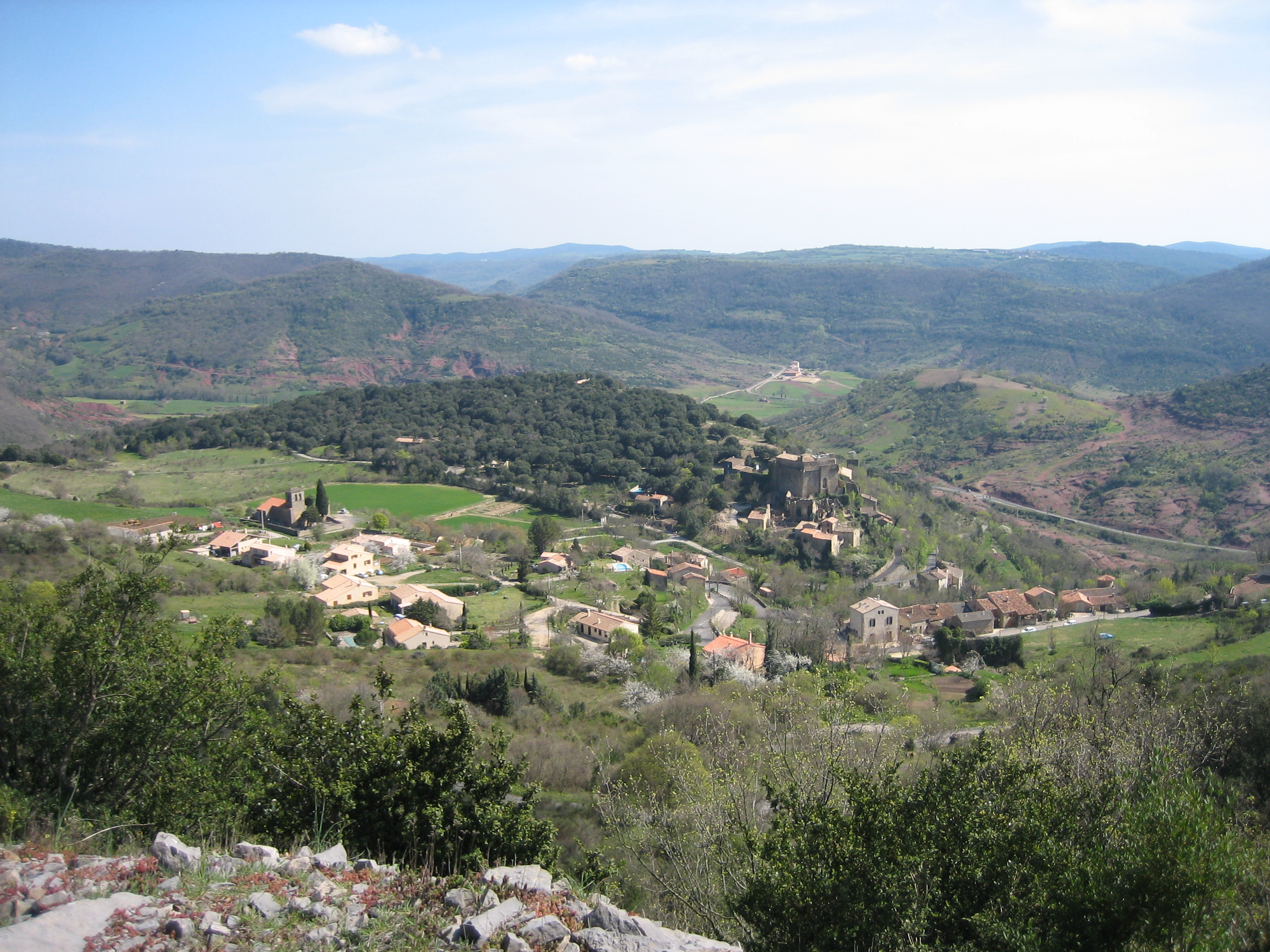
Widok na miejscowość